# Jana Horčičková
Jana Horčičková (* 9. července 2009 Praha) je česká juniorská reprezentantka v krasobruslení a několikanásobná mistryně České republiky.

## Život
V Pardubicích vystudovala Základní školu s rozšířenou tělesnou výchovou na Benešově náměstí, po ní začala studovat Sportovní gymnázium. Jejími koníčky je tanec, gymnastika, studium angličtiny a malování.

## Kariéra
Bruslení se věnuje od svých pěti let, krasobruslení od šesti, v sedmi letech začala závodit. Trénuje v bruslařském klubu KK Pardubice, její trenérkou je Olga Petrementová, choreografkou Barbora Prokopová. Mezi její největší úspěchy patří reprezentace ČR na Mistrovství světa juniorů 2024 v Taipei, pravidelně se také účastní krasobruslařské série ISU Junior Grand Prix. Jejími sportovními vzory jsou Anna Ščerbakovová, Jevgenija Medveděvová a Kim Ju-na.

### Sportovní úspěchy
Je mistryní republiky v nejmladších, mladších a starších žákyních a v juniorkách.
2020
- Mistrovství ČR (Pardubice) – 1. místo (nejmladší žačky)[11]

2022
- Mistrovství ČR (Mariánské Lázně) – 1. místo (mladší žačky)[11]
- 14th Tirnavia Ice Cup (Trnava) – 5. místo[12]
- Santa Claus Cup (Budapešť) – 7. místo[12]

2023
- Mistrovství ČR – 1. místo (žákyně)[7]
- Zimní olympijské hry dětí a mládeže – 3. místo (starší dívky)[9]
- Junior Grand Prix Cup of Austria (Linec) – 11. místo[13]
- Junior Grand Prix Solidarity Cup (Gdaňsk) – 8. místo[12]
- Diamond Spin (Katovice) – 1. místo[12]
- Skate Celje (Celje) – 1. místo[12]
- Santa Claus Cup (Budapešť) – 2. místo[1][12]

2024
- Mistrovství ČR – 1. místo (juniorky)[14]
- Mistrovství světa juniorů (Tchaj-pej) – 18. místo[12]
- Czech Test Skates (Lhota u Vsetína) – 1. místo[12]
- Junior Grand Prix Czech Skate (Ostrava) – 12. místo[12]
- Junior Grand Prix Bangkok (Bangkok) – 12. místo[12]
- Budapest Trophy (Budapešť) – 4. místo[12]
- 16th Tirnavia Ice Cup (Trnava) – 2. místo[12]
- Tallinn Trophy (Tallinn) – 4. místo[12]
- Santa Claus Cup (Budapešť) – 3. místo[12]

2025
- Mistrovství ČR (Břeclav) – 1. místo (juniorky)[3]
- European Youth Olympic Festival (Bakuriani) – 7. místo[12]
- Mistrovství světa juniorů (Debrecín) – 25. místo[12]